# Paula Doell
Paula Doell (* 29. Juni 1900 in Mannheim; † 1. März 1983 in Heidelberg) war eine deutsche Opernsängerin und Politikerin (CDU).

## Leben
Nach dem Besuch der Volksschule, der Handelsschule und der Handelshochschule absolvierte Doell ein Musikstudium (Klavier, Orgel und Gesang) an der Hochschule für Musik in Mannheim. Zur Finanzierung ihres Studiums arbeitete sie im Verlagswesen. Sie besuchte die Opernschule und bestand die Eignungsprüfung zum Bühnenberuf (Kunstgattung Oper) am Frankfurter Opernhaus. Nach Ablegung der Mikrofonprüfung beim Reichssender Stuttgart war sie als Oratoriensängerin im In- und Ausland tätig. 1940 heiratete sie einen evangelischen Pfarrer, woraufhin sie ihre Karriere als Sängerin beendete. Sie wurde Hausfrau und widmete sich fortan kirchlichen Angelegenheiten. Nach dem Zweiten Weltkrieg war sie Leiterin des evangelischen Frauenkreises, des Kinderkreises sowie des Kinder- und des Kirchenchors in Kehl.
Doell war 1946 Mitbegründerin der CDU in Kehl und fungierte als stellvertretende Vorsitzende des Landesfrauenbeirates der Christdemokraten in Baden. Vom 25. Juli 1955 bis 1956 war sie als Nachrückerin für den verstorbenen Abgeordneten Max Jäger sowie vom 1. Oktober 1957 bis 1960 als Nachrückerin für den ausgeschiedenen Abgeordneten Anton Dichtel Mitglied des Baden-Württembergischen Landtages. Der Landtag wählte sie zum Mitglied der ersten (1949) und der dritten (1959) Bundesversammlung.